# 보드워크 홀
보드워크 홀(Boardwalk Hall)은 미국 뉴저지주 애틀랜틱시티에 위치한 실내 경기장이다. 과거 ECHL 애틀랜틱시티 보드워크 불리즈의 홈경기장으로 사용했으며, 현재 AHL 올버니 데블스의 제2홈경기장으로 사용되고 있다.